# Sistema de Inovação

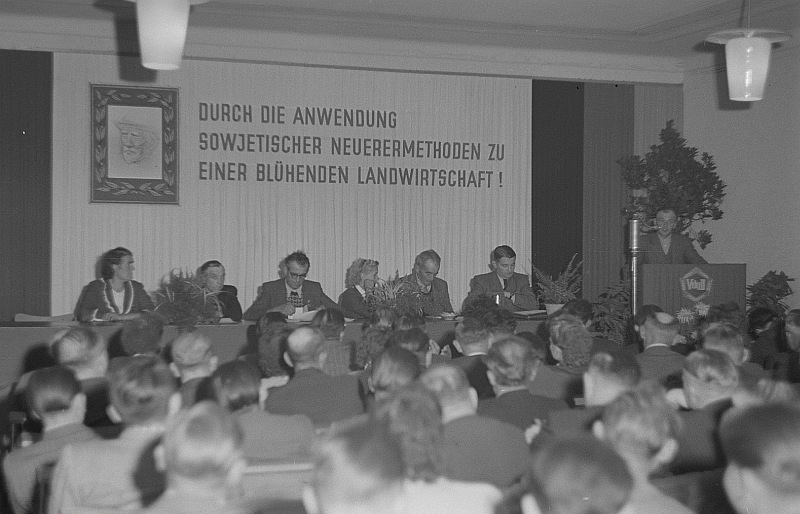
Conferência agrícola de inovadores em Leipzig em 1953.

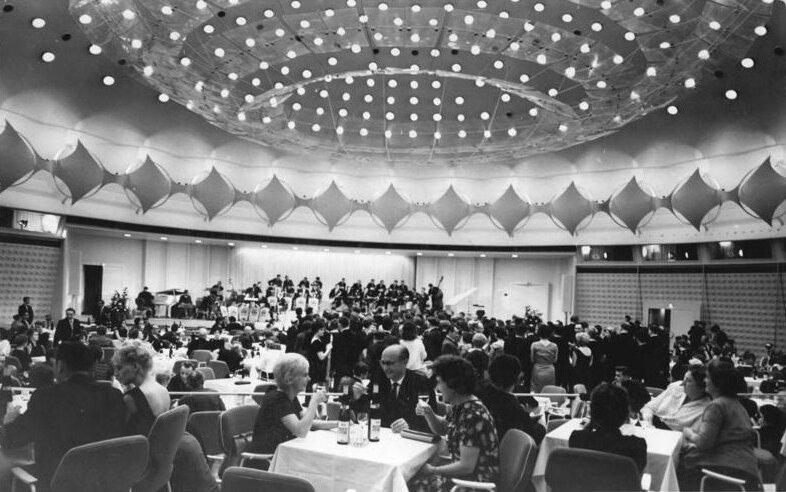
1964, Baile de Ativistas e Inovadores em Berlim.

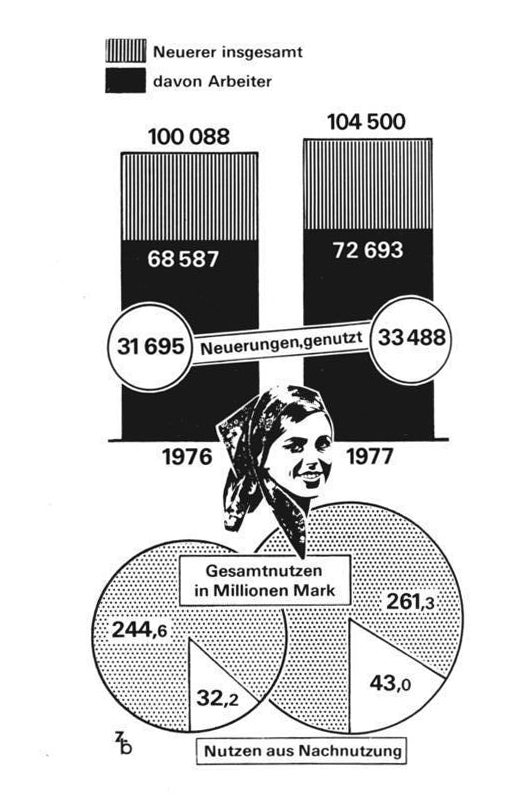
Infográfico sobre inovadores em empresas agrícolas estatais na RDA (1977).

O sistema de inovação (em alemão:  Neuererwesen), também conhecido como movimento de inovação (em alemão:  Neuererbewegung), foi um processo controlado pelo Estado na República Democrática Alemã (RDA) para aumentar a produtividade com a ajuda das sugestões de melhoria dos trabalhadores. Em termos de processamento interno, o sistema de inovação da Alemanha Oriental era semelhante ao sistema de sugestões de empresas da República Federal da Alemanha.
A inovação deve distinguir-se da possibilidade de apresentação escrita ou oral de sugestões, informações, preocupações e reclamações aos órgãos de gestão económica, às empresas estatais e às associações, bem como às cooperativas socialistas, de acordo com a lei sobre o processamento de propostas de cidadãos para resolução informal de conflitos. 

## Termos
Neuerer ("inovador") é um termo usado na RDA, que foi introduzido como uma tradução emprestada do russo новатор, novator. Descreve um inventor, descobridor ou pesquisador em universidades e instituições científicas, em empresas, colheitadeiras e cooperativas de produção agrícola, que faz sugestões para melhorar o processo de trabalho, melhorar máquinas e sistemas, economizar materiais, energia, equipamentos de trabalho e trabalhadores, ou seja, submetido à racionalização.
O termo “inovador” só foi usado sistematicamente na RDA a partir do início da década de 1960 para substituir os termos comumente usados na República Federal da Alemanha na área de sistemas de sugestão. A sugestão de melhoria foi chamada de proposta do inovador, o apresentador foi chamado de inovador e o conjunto de todas as medidas com as quais os trabalhadores participaram da racionalização socialista foi chamado de movimento inovador.

## História
A inovação foi muito importante na RDA. Foi lançada oficialmente antes do novo país ser fundado na zona de ocupação soviética, com a ordem de promoção da invenção e avaliação do sistema de sugestões de empresas (em alemão:  Anordnung über die Förderung des Erfinderwesens und die Auswertung des Betrieblichen Vorschlagswesens) de 15 de setembro de 1948, a fim de dar uma contribuição notável para o aumento da produtividade do trabalho.
Foi regulamentado pela última vez na Portaria do Inovador de 1971, cuja validade terminou com o anúncio da abolição do movimento inovador (em alemão:  Bekanntmachung über die Aufhebung der Neuererbewegung) em 8 de agosto de 1990, poucos meses antes da reunificação.

Desde 1963, o processo de inovação inclui propostas de inovação e acordos de inovação:
- As sugestões de inovações foram processadas de forma semelhante às sugestões de melhorias no sistema de sugestões de empresas no Ocidente.
- Acordos mais recentes foram utilizados para resolver problemas mais complexos e eram aproximadamente comparáveis ao que era conhecido no Ocidente como círculos de qualidade.

## Compensações
A remuneração que os inovadores receberam pelas inovações implementadas situou-se entre 30 e 30.000 marcos da RDA, pelo qual o percentual de remuneração do benefício do primeiro ano caiu de 16% para um benefício de 1.000 marcos para 0,5% para um benefício de mais de 1.000.000 marcos. Por exemplo, com um benefício no primeiro ano de 100.000 marcos, a remuneração era de 3.120 marcos. No entanto, em casos excepcionais (particular importância, enfoque económico ou operacional, empenho exemplar, nomeadamente no caso de inovadores colectivos), estas remunerações poderiam ser triplicadas. O prémio máximo teórico era, portanto, de 90.000 marcos.

## Diversos
Havia Escritórios do Movimento dos Inovadores (em alemão:  Büros für die Neuererbewegung, BfN) em todas as grandes empresas. Para até 500 funcionários, um trabalhador de meio período no BfN era suficiente. Além disso, era necessário pelo menos um funcionário em tempo integral para cada 1.000 funcionários. Treinamento acadêmico adicional para esses processadores foi oferecido nas universidades.
A inovação fazia parte da economia planificada com especificações detalhadas sobre o número de sugestões a serem alcançadas em empresas individuais e seus benefícios económicos. Os elevados números de participação comprovam a propaganda e a importância social, mas refletem menos os verdadeiros benefícios económicos. Em 1965, houve 409.000 sugestões de inovação (em alemão:  Neuerervorschläge, NV) com um benefício declarado de mais de 1,2 bilhão de marcos da RDA, e em 1988 houve até 440.000 NV com um benefício declarado de mais de 6,2 bilhões de marcos da RDA.
A inovação da RDA também incluiu a Feira dos Mestres de Amanhã (em alemão:  Messe der Meister von Morgen). Em 1988, foram realizadas 51.200 feiras desse tipo e expostas mais de 850 mil peças criadas por jovens inovadores. A revista mensal Der Neuerer – Journal for Inventions and Suggestions foi publicada pelo Escritório de Invenções e Patentes da RDA, que era a autoridade máxima responsável por orientar o movimento inovador. A revista foi publicada de 1952 a 1990.
O sistema de inovação era uma questão política na RDA e tinha uma prioridade muito maior na época do que o sistema de sugestões de empresas na República Federal da Alemanha. As despesas extremamente elevadas e dificilmente mensuráveis do financiamento estatal para a inovação não apareciam em parte alguma das estatísticas oficiais da RDA. Contudo, os benefícios reais provavelmente cobriram pelo menos os custos do movimento inovador.
Para os inovadores atuantes houve um passe de inovador (em alemão:  Neuererpass) no qual as sugestões foram inseridas.